# Katarzyna Bakunina
Katarzyna Bakunina, właśc. Jekatierina Michajłowna Bakunina, ros. Екатерина Михайловна Бакунина (ur. 1812, zm. 1891) – rosyjska pielęgniarka, pionierka pielęgniarstwa. Odznaczona Złotym Krzyżem Zasługi.

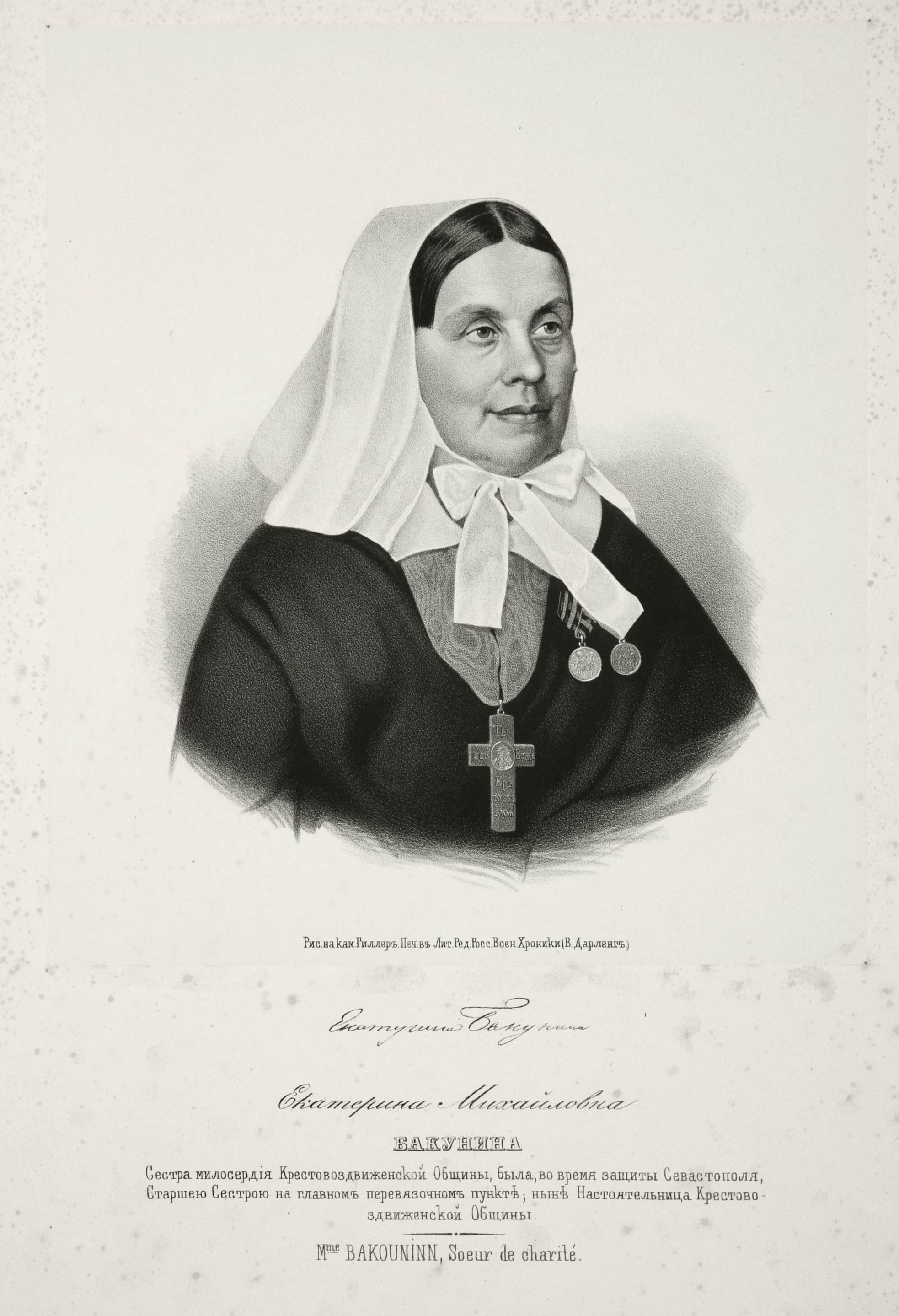
Katarzyna Bakunina

Jej ojcem był gubernator petersburski. W 1854 r. wstąpiła do założonego w tym samym roku przez chirurga Mikołaja Pirogowa, Zgromadzenia Sióstr Miłosierdzia. Następnie podjęła praktykę pielęgniarską w szpitalu w Petersburgu. Po odbyciu krótkiego szkolenia pojechała do Sewastopola, gdzie toczyły się działania wojenne związane z wojną krymską.
Pirogow również wyjechał na Krym aby tam nadzorować pracę Zgromadzenia. Bakunina została przez niego wyznaczona do pełnienia funkcji kierowniczej (starszej siostry) nad grupą sióstr w głównym punkcie opatrunkowym i szpitalu wojskowym. W wyniku konfliktu z przełożoną sióstr i władzami szpitala, zrezygnowała ze stanowiska i do końca działań wojennych pozostała pielęgniarką opatrunkową. Po kapitulacji twierdzy Sewastopol nadzorowała prace zespołów sióstr transportowych, które zajmowały się opieką nad rannymi ewakuowanymi do miast położonych w południowej Rosji.
Następnie zachorowała na malarię. Do Petersburga wróciła w marcu 1856 r. Została wówczas wyznaczona do objęcia stanowiska przełożonej Zgromadzenia Sióstr Miłosierdzia. Do jej zadań należała m.in. kontrola pracy szpitali wojskowych w całym kraju. Zajmowała się też organizowaniem w nich pracy pielęgniarskiej i walczyła o lepsze warunki hospitalizacji dla chorych.
Jesienią 1856 r. zamknięto szpitale wojenne. Bakunina zajęła się organizowaniem stałej placówki dla Zgromadzenia Sióstr Miłosierdzia. Zakupiono dom mający pełnić funkcję internatu i szkoły dla przyszłych sióstr.
Katarzyna Bakunina aby poznać metody kształcenia pielęgniarek wyjechała do Berlina i Paryża. Po powrocie zabiegała o nadanie Zgromadzeniu charakteru ideowo-etycznego. Chciała aby wstąpienie do niego nie zależało od wyznania, a od postawy etyczno-społecznej kandydatki. Zarząd Zgromadzenia nie zgodził się na taką zmianę i pozostał przy prawosławnym charakterze wspólnoty.
Władze wojskowe zrezygnowały z zatrudniania sióstr w czasie pokoju w szpitalach wojskowych i nie chciały odstąpić od tej decyzji. Zarówno ten fakt jak i nieporozumienia wewnątrz Zgromadzenia przyczyniły się do rezygnacji Bakuniny ze stanowiska przełożonej.
Postanowiła ona wrócić do rodzinnego majątku w Kozincynie, gdzie zorganizowała ambulatorium i izbę chorych. Stały się one wzorem wśród tego typu placówek organizowanych przez samorządy powiatowe (w związku z tworzeniem ziemstw). Następnie Bakunina została kuratorką zakładów lecznictwa ziemstwa.
W 1877 r. wyjechała na Kaukaz. Była tam kierowniczką sióstr frontowych podczas toczącej się wojny rosyjsko-tureckiej. Po powrocie dalej prowadziła ambulatorium w Kozincynie.